# 西川島町
西川島町（にしかわしまちょう）は、神奈川県横浜市旭区の地名。「丁目」の設定のない単独町名である。住居表示未実施区域。

## 地理
旭区の南東部に位置し、南に川島町、北に白根と川島町、西に鶴ケ峰、東に保土ケ谷区川島町と接している。

### 河川
- 帷子川

## 歴史

### 沿革
- 1969年（昭和44年）10月1日 - 川島町の一部から西川島町を新設。また、保土ケ谷区を再編し、旭区を新設。横浜市旭区西川島町となる[5]。
- 1971年（昭和46年）9月1日 - 西川島町の一部を保土ケ谷区川島町へ編入[6]。
- 1988年（昭和63年）7月25日 - 西川島町の一部を白根一丁目へ編入。また、白根町の一部を編入[7]。

### 町名の変遷
| 実施後   | 実施年月日                | 実施前（各町名ともその一部） |
| -------- | ------------------------- | ---------------------------- |
| 西川島町 | 1969年（昭和44年）10月1日 | 川島町の一部                 |

## 世帯数と人口
2025年（令和7年）6月30日現在（横浜市発表）の世帯数と人口は以下の通りである。
| 町丁     | 世帯数    | 人口    |
| -------- | --------- | ------- |
| 西川島町 | 1,695世帯 | 3,429人 |

### 人口の変遷
国勢調査による人口の推移。
| 年                 | 人口  |
| ------------------ | ----- |
| 1995年（平成7年）  | 3,071 |
| 2000年（平成12年） | 3,282 |
| 2005年（平成17年） | 3,180 |
| 2010年（平成22年） | 3,174 |
| 2015年（平成27年） | 3,134 |
| 2020年（令和2年）  | 3,320 |

### 世帯数の変遷
国勢調査による世帯数の推移。
| 年                 | 世帯数 |
| ------------------ | ------ |
| 1995年（平成7年）  | 1,145  |
| 2000年（平成12年） | 1,227  |
| 2005年（平成17年） | 1,266  |
| 2010年（平成22年） | 1,254  |
| 2015年（平成27年） | 1,306  |
| 2020年（令和2年）  | 1,472  |

## 学区
市立小・中学校に通う場合、学区は以下の通りとなる（2024年11月時点）。
| 番・番地等 | 小学校               | 中学校               |
| --- | -------------------- | -------------------- |
| 1番地の1〜9、86〜87番地 91番地の1 92番地の1〜3、93〜103番地 105番地、109番地の1〜2 138〜143番地                     | 横浜市立川島小学校   | 横浜市立西谷中学校   |
| 1番地の10〜10番地の2 10番地の4〜85番地 88〜90番地、91番地の2〜5 92番地の4、104番地 106〜108番地 109番地の3〜137番地 | 横浜市立鶴ヶ峯小学校 | 横浜市立西谷中学校   |
| 10番地の3 | 横浜市立不動丸小学校 | 横浜市立鶴ヶ峯中学校 |

## 事業所
2021年（令和3年）現在の経済センサス調査による事業所数と従業員数は以下の通りである。
| 町丁     | 事業所数 | 従業員数 |
| -------- | -------- | -------- |
| 西川島町 | 57事業所 | 599人    |

### 事業者数の変遷
経済センサスによる事業所数の推移。
| 年                 | 事業者数 |
| ------------------ | -------- |
| 2016年（平成28年） | 58       |
| 2021年（令和3年）  | 57       |

### 従業員数の変遷
経済センサスによる従業員数の推移。
| 年                 | 従業員数 |
| ------------------ | -------- |
| 2016年（平成28年） | 432      |
| 2021年（令和3年）  | 599      |

## 交通

### 道路
- 国道16号

## その他

### 日本郵便
- 郵便番号 : 241-0012[3]（集配局：横浜旭郵便局[17]）

### 警察
町内の警察の管轄区域は以下の通りである。
| 番・番地等 | 警察署   | 交番・駐在所 |
| ---------- | -------- | ------------ |
| 全域       | 旭警察署 | 鶴ケ峰交番   |

## 参考資料
- “横浜市町区域要覧” (PDF).   横浜市市民局 (2016年6月). 2023年6月6日閲覧。 “横浜市町区域要覧”